# .properties
A .properties egy fájlkiterjesztés olyan fájlokra, melyeket főleg a Java-val kapcsolatos technológiák használnak alkalmazás konfigurációs paraméterek tárolására. Továbbá használják internacionalizálás és honosítási stringek tárolására is, ezeket tulajdonság erőforrás csomagoknak (angolul Property Resource Bundles) nevezik.
Minden paraméter string páronként van tárolva, a pár első tagja jelenti a paraméter nevét (ez a kulcs), a második paraméter értéket.

## Formátum
Egy .properties fájlban minden sor általában egy tulajdonságot jelöl. Számos formátum alkalmazható az egyes sorokra pl. key=value, key = value, key:value, és key value.
A .properties fájlokban használhatók a következő írásjelek: '#','!'. A sor első nem üres karakterhelyén ezek azt jelölik, hogy a sor teljes tartalma komment (megjegyzés). A fordított perjel ('\') egy vezérlő karakter, amely karaktere escape-elésére használható. A lenti példa egy .properties fájlt mutat be.
```
# You are reading the ".properties" entry.

! The exclamation mark can also mark text as comments.

website
 
=
 
https://en.wikipedia.org/

language
 
=
 
English

# The backslash below tells the application to continue reading

# the value onto the next line.

message
 
=
 
Welcome to 
\

          
Wikipedia!

# Add spaces to the key

key
\ 
with
\ 
spaces
 
=
 
This is the value that could be looked up with the key "key with spaces".

# Unicode

tab
 
:
 
\u
0009

```

A fenti példában a website a kulcs, és a hozzátartozó érték pedig a https://en.wikipedia.org/. Habár a kettős kereszt és a felkiáltójel a szöveget megjegyzéssé teszi, hatásuk nem érvényesül, ha a tulajdonság részei egyben. Ezért a message kulcs értéke Welcome to Wikipedia! és nem Welcome to Wikipedia. Továbbá érdemes megjegyezni, hogy az összes üres karakter a Wikipedia! előtt teljesen ki van hagyva az értékből.
Az Apache Tomcat-nél a felkiáltójel egy tagadás operatort jelent, egy sorban az első nem üres karakter helyen.
Egy .properties fájl kódolása ISO-8859-1, más néven Latin-1. Az összes nem Latin-1 karaktert az Unicode escape karakterek használatával kell megadni, pl. \uHHHH, ahol a HHHH egy hexadecimális szám, mely megadja az adott karakter helyét az Unicode karakterkészletben.
Ez lehetővé teszi a .properties fájlok használatát Java erőforrás csomagokként honosításra. Egy nem Latin-1-es szövegfájl átalakítható egy hibátlan .properties fájllá az native2ascii nevű eszköz használatával, amely a JDK része, vagy olyan eszköz használatával mint amilyen pl. a po2prop, amely a kétnyelvű lokalizációs formátumból az escape-elt .proerties fájlba történő transzformációt kezeli.
Az ISO 8859-1 karakterkódolást használó Java *.properties fájloknál egy másik alternatíva az unicode escape karakterek használatára nem latin-1 karakterek esetén az XML Properties fájl formátum használata, amely alapértelmezetten UTF-8-as kódolást használ, és Java 1.5-ben került bevezetésre.
Az Adobe Flex szintén használ .properties fájlokat, de UTF-8 kódolással.

## Használatára példa Java-ban
```
Properties
 
myProps
 
=
 
new
 
Properties
();

FileInputStream
 
myInputStream
 
=
 
new
 
FileInputStream
(
"myPropertiesFile.properties"
);

myProps
.
load
(
myInputStream
);

String
 
myPropValue
 
=
 
myProps
.
getProperty
(
"propKey"
);

String
 
key
 
=
 
""
;

String
 
value
 
=
 
""
;

for
 
(
Map
.
Entry
<
Object
,
 
Object
>
 
propItem
 
:
 
myProps
.
entrySet
())
 
{

    
key
 
=
 
(
String
)
 
propItem
.
getKey
();

    
value
 
=
 
(
String
)
 
propItem
.
getValue
();

    
// do sg with these

}

myInputStream
.
close
();
 
// better in finally block

myProps
.
setProperty
(
"propKey"
,
 
"myNewPropValue"
);

FileOutputStream
 
myOutputStream
 
=
 
new
 
FileOutputStream
(
"yourPropertiesFile.properties"
);

myProps
.
store
(
MyOutputStream
,
 
"myAddedKey: myAddedValue"
);

myOutputStream
.
close
();
 
// better in finally block

```

## Fordítás
Ez a szócikk részben vagy egészben  a(z)   .properties című angol Wikipédia-szócikk ezen változatának fordításán alapul.  Az eredeti cikk szerkesztőit annak laptörténete sorolja fel. Ez a jelzés csupán a megfogalmazás eredetét és a szerzői jogokat jelzi, nem szolgál a cikkben szereplő információk forrásmegjelöléseként.